# Politolana wickstenae
Politolana wickstenae är en kräftdjursart som beskrevs av Wetzer, Delaney och Brusca 1987. Politolana wickstenae ingår i släktet Politolana och familjen Cirolanidae.
Artens utbredningsområde är Mexikanska golfen. Inga underarter finns listade i Catalogue of Life.